# George Fletcher Moore
George Fletcher Moore (Ierland, 10 december 1798 - Engeland, 13 december 1886) was een vooraanstaand pionier in koloniaal West-Australië en "een van de sleutelfiguren binnen de vroege West-Australische heersende elite". Hij voerde een aantal expedities uit en was verantwoordelijk voor een van de vroegst gepubliceerde optekeningen van de taal van de Aborigines uit de omgeving van Perth. Moore was de auteur van het boek Diary of Ten Years Eventful Life of an Early Settler in Western Australia.

## Vroege jaren
George Fletcher Moore werd geboren op 17 december 1798 in Bond's Glen, Donemana, County Tyrone in het noorden van Ierland. Hij werd opgeleid aan het Foyle College in Derry en het Trinity College in Dublin. Hij studeerde in 1820 af in de rechten en werkte daarna zes jaar voor de Ierse balie. Moore zag er weinig carrièremogelijkheden en keek daarom uit naar een gerechtelijke carrière in de koloniën.
Hij informeerde bij het Colonial Office naar een betrekking in de pas opgerichte kolonie aan de rivier de Swan. Moore kreeg er te horen dat over de benoemingen niet door de raad werd beslist, maar dat ze onder de verantwoordelijkheid van de gouverneur van West-Australië, James Stirling, vielen. De koloniale raad beloofde hem wel een aanbevelingsbrief te schrijven indien hij naar West-Australië zou emigreren.

## West-Australië
Moore zeilde vanuit Dublin, aan boord van de Cleopatra, naar West-Australië en kwam op 30 oktober 1830 in de kolonie aan de rivier de Swan aan. Hij vernam er dat in december het jaar voordien William Mackie reeds tot voorzitter van de rechtbank (En: Chairman of the Courts of Petty and Quarter Sessions) was benoemd. Daardoor maakte Moore geen kans meer op een officiële gerechtelijke benoeming. Moore richtte zijn aandacht vervolgens op het verkrijgen van grond en het ontwikkelen van een landbouwbedrijf. Hij eiste in november 1830 een groot stuk grond in de vallei van de Avon op. Moore had de streek nog niet bezocht maar ze werd aanbevolen door Robert Dale die ze in juli dat jaar had verkend. Moore verkreeg ook de helft van William Lambs grondtoelage langs de bovenloop van de Swan indien hij de vereiste verbeteringen aanbracht om het verkrijgen van de volledige eigendom veilig te stellen.
In september 1831 leidde Dale een groot gezelschap om een weg van Guildford naar de vallei van de Avon te ontwikkelen. Moore nam er aan deel om eindelijk zijn grondgebied te aanschouwen. Nadat ze de plaats voor het geplande dorp York hadden bereikt, verkenden Moore en Dale de rivier Avon. Ze kwamen tot het achteraf juist gebleken besluit dat de Swan en Avon een en dezelfde rivier vormden. De kennis die Moore tijdens die verkenningstocht verzamelde deed hem besluiten de aan hem toegewezen grond te ruilen voor betere weidegrond op een andere plaats.
Moore verkreeg in februari 1832 dan toch de verhoopte gerechtelijke benoeming. Hij werd aangeduid als commissaris van de burgerlijke rechtbank (En: Commissioner of the Civil Court). Dankzij de goede weidegrond en een vast salaris vestigde Moore zich spoedig als een van de leidende landbouwers. Tegen 1833 had hij een van de grootste kudden schapen in de kolonie.
Moore ontwikkelde vriendschappelijke en duurzame relaties met de Aborigines uit de streek wat ongebruikelijk was in die periode. Hoe beter hij hun cultuur leerde kennen, hoe meer ze hem begon te interesseren. Moore ontwikkelde een wetenschappelijke belangstelling voor hun taal en gebruiken. Midden 1833 publiceerde hij de eerste verslagen over de gewoonten van de Aborigines uit de omgeving van Perth in de Perth Gazette. Hij pleitte ervoor de Aborigines te vergoeden voor het verlies van hun grondgebied en hen te kerstenen. Hij financierde Robert Menli Lyon een tijd tijdens diens poging om de taal van de Aborigines te leren. Moore besloot vervolgens om de taal zelf ook te leren.
Tussen 1834 en 1836 ondernam Moore een aantal verkenningstochten. In januari 1834 verkende hij de bovenloop van de Swan en bevestigde de these dat de Swan en de Avon een en dezelfde rivier vormden. In april 1835 ontdekte hij uitgestrekte weidegronden langs de rivier Garban die vervolgens naar hem vernoemd werd, de Moore. De streek tussen de Moore en de bovenloop van de Avon verkende hij in maart 1836. In oktober 1836 vervoegde hij een expeditie van John Septimus Roe. Ze gingen landinwaarts op zoek naar een groot meer maar vonden enkel extreem droge gebieden.
In 1834 werd een verzameling van Moore's brieven aan zijn familie in Engeland uitgebracht onder de titel Extracts from the Letters and Journals of George Fletcher Moore Esq., Now Filling a Judicial Office at the Swan River Settlement. De uitgave gebeurde op vraag van Moore's vader, Joseph Moore, en vermoedelijk was Moore niet onmiddellijk van de uitgave op de hoogte.
Moore's betrekking aan de rechtbank ging in juli 1834 naar William Mackie en hijzelf werd tot advocaat-generaal benoemd. Moore was oorspronkelijk niet opgezet met zijn nieuwe benoeming vanwege het verlies in sociale status daar hij van rechter naar advocaat werd gedegradeerd. Zijn nieuwe betrekking gaf hem echter recht op een zetel in het hogerhuis (En: Legislative Council) van de kolonie en dat bleek een positie met veel invloed. Moore was tegen veel van Stirlings beslissingen en bestreed veel van diens maatregelen. Vanaf maart 1835 in het bijzonder bestreed Moore Stirlings voorstel om meer politieagenten te paard aan te werven ter bescherming tegen de aanvallen van de Aborigines.
Begin 1839 was John Hutt tot gouverneur aangesteld. Hutt deelde Moore's interesse in de taal van de Aborigines. Kort na zijn aankomst startten ze samen een project op, het samenstellen van een woordenboek van het Aborigines. Tegen augustus 1840 was het woordenboek grotendeels afgewerkt. Moore nam in maart 1841 lang verlof en keerde voor twee jaar naar Londen terug. In 1842 werd zijn woordenboek uitgebracht onder de titel A Descriptive Vocabulary of the Language in Common Use Amongst the Aborigines of Western Australia.
Moore keerde in 1843 terug naar West-Australië. De Swan River-kolonie verkeerde in een zware recessie. De daaropvolgende twee jaar bestreed hij een aantal maatregelen die de effecten op de leidende grootgrondbezitters verzachtten. Hij beweerde dat de meeste grootgrondbezitters de economische ondergang vanwege mismanagement aan zichzelf te danken hadden. Die visie bezorgde hem vele machtige tegenstanders en zijn populariteit daalde. Men begon zijn visies in het hogerhuis en de pers belachelijk te maken. Moore bleef echter invloedrijk omdat hij het vertrouwen van de opeenvolgende gouverneurs, John Hutt en Andrew Clarke, genoot.
Moore huwde Fanny Mary Jane Jackson op 29 oktober 1846. Zij was de stiefdochter van gouverneur Clarke. Tijdens de laatste maanden van 1846 werden zowel de gouverneur als koloniaal secretaris Peter Broun ziek. Als schoonzoon was Moore een van de enigen die door de dokters tot de zieke gouverneur werd toegelaten. Hierdoor werd hij in november 1846 tot koloniaal secretaris benoemd. Broun stierf die maand en Clark stierf in februari 1847. Moore bleef op post tot Richard Madden in maart 1848 tot nieuwe koloniale secretaris werd benoemd.
Onder het waarnemend gouverneurschap van Frederick Irwin daalde Moore's populariteit verder. De regering van Irwin en Moore was zeer onpopulair. Battye schreef in 1924: "elke administratieve maatregel werd met argwaan bekeken ... Lange jaren van depressie en strijd had de kolonisten pessimistisch gestemd en ... ze legden de schuld bij de regering van toen." De uiteindelijke benoeming van Madden en van Charles Fitzgerald als nieuwe gouverneur lieten Moore zonder invloed achter.

## Latere leven en dood
Begin 1852 nam Moore verlof en keerde naar Ierland terug. Hij beweerde dit te doen om zijn zieke vader te bezoeken maar volgens Cameron was de hoofdoorzaak zijn bezorgdheid voor de mentale gezondheid van zijn vrouw. Haar toestand verslechterde in Ierland en ze weigerde naar West-Australië terug te keren. Moore werd gedwongen zijn betrekking op te geven en zijn aanvraag tot opruststelling werd afgewezen. Fanny Moore stierf in 1863 maar Moore keerde niet meer naar West-Australië terug.
Rond 1878 vroeg en kreeg de uitgever van The West Australian, Thomas Cockburn-Campbell, de toelating om Moore's briefwisseling te publiceren. De brieven verschenen in The West Australian in 1881 en 1882. Toen Moore ze op papier zag verschijnen besloot hij ze in boekvorm uit te brengen. Het boek werd in 1884 onder de titel Diary of Ten Years Eventful Life of an Early Settler in Western Australia uitgebracht.
Moore stierf op 30 december 1886 in zijn appartement te Londen. Stannage schreef dat hij "blijkbaar zonder vrienden" stierf en Cameron voegde daar aan toe dat het een "droevig einde van een waardevolle koloniale carrière was".

## Herdenking
In West-Australië werden enkele toponiemen naar Moore vernoemd:
- Point Moore aan de Champion Bay
- de rivier Moore
- het kiesdistrict Division of Moore

In West-Australië's oudste nog bestaande kerkje, All Saints Anglican Church in Henley Brook, hangt een gedenkplaat ter ere van Moore.
- Australian Dictionary of Biography: moore-george-fletcher-2474
- International Standard Name Identifier: 0000 0000 7696 3031
- Library of Congress Control Number: n2008007822
- Nationale bibliotheek van Australië: 35090261
- SNAC: w6wm2st4
- Trove: 469900
- Virtual International Authority File: 100653645
- WorldCat: E39PBJcGmGf4BPgQRP8HcpBQMP